# Стшеліно
Стшеліно (пол. Strzelino) — село в Польщі, у гміні Слупськ Слупського повіту Поморського воєводства.
Населення — 647 осіб (2011).
У 1975-1998 роках село належало до Слупського воєводства.

## Демографія
Демографічна структура станом на 31 березня 2011 року:
|          | Загалом | Допрацездатний вік | Працездатний вік | Постпрацездатний вік |
| -------- | ------- | ------------------ | ---------------- | -------------------- |
| Чоловіки | 324     | 105                | 201              | 18                   |
| Жінки    | 323     | 85                 | 193              | 45                   |
| Разом    | 647     | 190                | 394              | 63                   |